# Phetetso Monese
Phetetso Monese (* 22. September 1984, Maputsoe, Lesotho) ist ein lesothischer Mountainbiker, der im Cross-Country aktiv ist.

## Sport

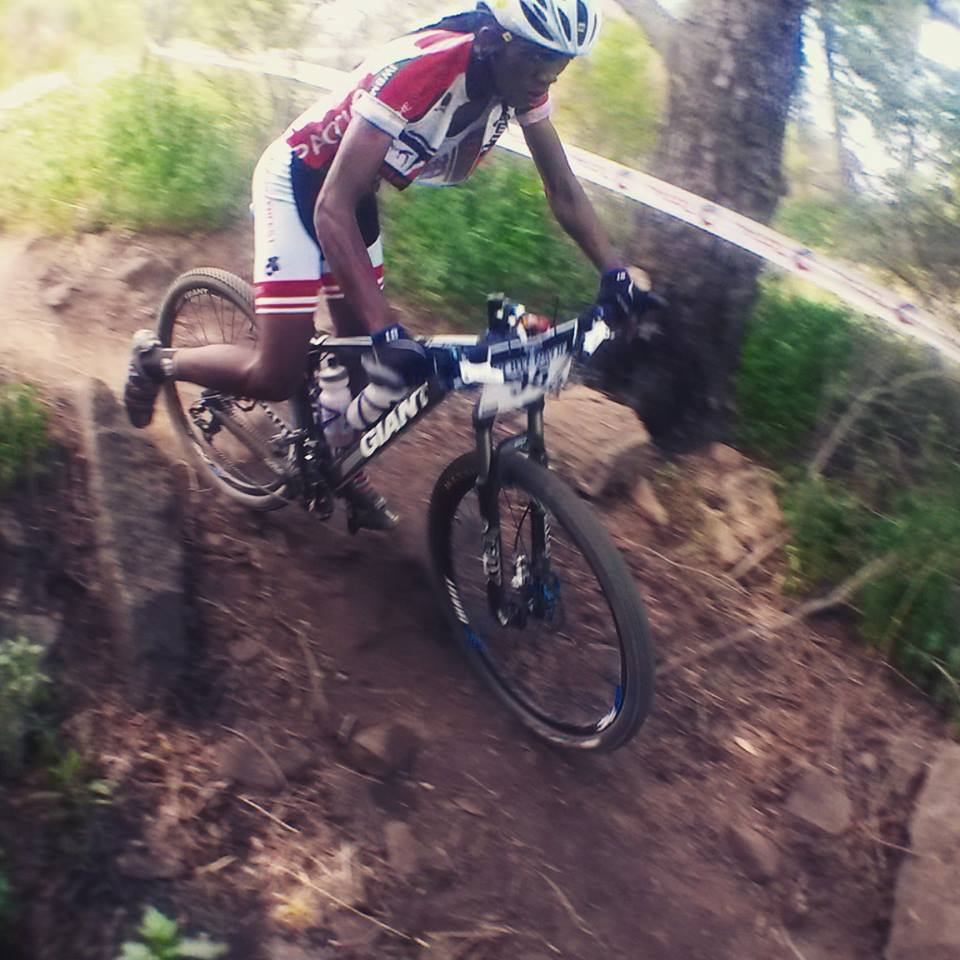
Phetetso Monese beim Lesotho Sun Cross Country Course Test Race 2015

Von 2014 bis 2019 startete Monese für das The Sufferfest-Lesotho MTB Team, ein lesothisches UCI MTB Team. Seine Erfolge erzielte er vorrangig auf nationaler Ebene. Von 2011 bis 2019 errang er insgesamt acht nationale Titel im olympischen Cross-Country und Cross-Country Marathon. 2014 wurde er zudem lesothischer Meister im Straßenrennen.
Auf internationaler Ebene nahm Monese mehrfach am Lesotho-Sky-Rennen teil. 2014 erzielte er den ersten Etappenerfolg für ein lesothisches Team, 2015 wurde er Zweiter der Gesamtwertung. Er qualifizierte sich für die Olympische Sommerspiele 2016 in Rio de Janeiro und wurde damit der erste Olympische Radsportler für Lesotho. Er beendete jedoch den Lauf nicht. Bei den Commonwealth Games 2014 in Glasgow startete er sowohl im Cross-Country als auch im Straßenrennen.

## Erfolge
2011
- Lesothischer Meister – Cross-Country

2012
- Cross-Country

2013
- MTB-Marathon

2014
- Straßenrennen

2015
- Cross-Country und MTB-Marathon

2016
- Cross-Country

2017
- MTB-Marathon

2019
- MTB-Marathon